# Tatary (Gołdap)
Tatary (deutsch Tartarren) ist ein Ort in der polnischen Woiwodschaft Ermland-Masuren und gehört zur Stadt- und Landgemeinde Gołdap (Goldap).

## Geographische Lage
Tatary liegt im Nordosten der Woiwodschaft Ermland-Masuren östlich der Seesker Höhe (polnisch: Wzgórza Szeskie), sieben Kilometer südöstlich der Kreisstadt Gołdap (Goldap). Südöstlich des Dorfes erhebt sich der Tatarska Góra (Tannenkopf), der mit seinen 308 Metern einer der höheren Berge im Nordosten Polens ist.

## Geschichte
Das kleine seinerzeit Tatarey genannte Dorf wurde im Jahre 1759 gegründet und bestand aus mehreren kleinen Höfen und Gehöften. Nach 1785 auch Tartern genannt, hieß der Ort bis 1938 Tartarren.
Im Jahre 1874 wurde Tartarren in den neu errichteten Amtsbezirk Skötschen (polnisch: Skocze) eingegliedert, der – 1939 in „Amtsbezirk Grönfleet“ umbenannt – bis 1945 bestand und zum Kreis Goldap im Regierungsbezirk Gumbinnen der preußischen Provinz Ostpreußen gehörte.
Im Jahre 1910 waren in Tartarren 79 Einwohner gemeldet, deren Zahl sich bis 1933 auf 69 verringerte und 1939 nur noch 57 betrug.
Am 3. Juni 1938 erhielt Tartarren im Zuge der nationalsozialistischen Umbenennungsaktion den Namen „Noldental“, was am 16. Juli 1938 amtlich bestätigt wurde. 1945 kam der Ort in Kriegsfolge mit dem südlichen Ostpreußen zu Polen und trägt seither die polnische Ortsbezeichnung „Tatary“. Heute ist das kleine Dorf eine Ortschaft im Verbund der Stadt- und Landgemeinde Gołdap im Powiat Gołdapski, der bis 1998 Teil der Woiwodschaft Suwałki war, seither aber zur Woiwodschaft Ermland-Masuren gehört.

## Kirche
Tartarren resp. Noldental war aufgrund seiner überwiegend evangelischen Bevölkerung vor 1945 in das Kirchspiel der Kirche Gurnen (polnisch: Górne) eingepfarrt und war Teil des Kirchenkreises Goldap in der Kirchenprovinz Ostpreußen der Kirche der Altpreußischen Union. Katholische Kirchenglieder orientierten sich zur Pfarrkirche in Goldap im Bistum Ermland.
Seit 1945 ist die Einwohnerschaft Tatarys fast ausnahmslos katholischer Konfession. Sie gehört zur neu errichteten Pfarrei in Górne (Gurnen) im Dekanat Gołdap im Bistum Ełk (Lyck) der Katholischen Kirche in Polen. Hier lebende evangelische Kirchenglieder gehören zur Kirchengemeinde in Gołdap, einer Filialgemeinde der Pfarrei in Suwałki in der Diözese Masuren der Evangelisch-Augsburgischen Kirche in Polen.

## Verkehr
Tatary liegt in einem landschaftlich reizvollen Gebiet, das nur auf einer Nebenstraße zu erreichen ist: sie zweigt bei Kozaki von der polnischen Landesstraße DK 65 (einstige deutsche Reichsstraße 132) ab und führt über Wrotkowo (Friedrichowen) nach Wilkasy (Wilkassen).
Eine Bahnanbindung bestand zu keiner Zeit.